# 欽定續通志
| 十通               |
| 《通典》           |
| 《通志》           |
| 《文献通考》       |
| 《续通典》         |
| 《续通志》         |
| 《续文献通考》     |
| 《清朝通典》       |
| 《清朝通志》       |
| 《清朝文献通考》   |
| 《清朝续文献通考》 |

《欽定續通志》，又稱《續通志》，清嵇璜、劉墉等於乾隆三十二年奉敕撰，紀昀等校訂，成書於五十年（1785年），十通之一。與《欽定續通典》《欽定續文獻通考》合稱為「續三通」。

## 內容
《續通志》，全書六百四十卷，體例仿《通志》，惟缺世家及年譜。書中紀傳自唐初至元末止，二十略自五代至明末止，補充了《通志》諸略于唐事的缺漏。本書（傳）部分具特別的，較《通志》增列孔氏後裔傳、貳臣傳、姦臣傳、叛臣傳、逆臣傳，而少了游俠傳。

## 目錄
《續通志》目錄：本紀七十卷(卷一至十八，唐本紀十八卷、五代本紀六卷、宋本紀十六卷、遼本紀六卷、金本紀十卷、元本紀十四卷)、后妃傳十卷(卷七十一至八十)、略百卷(卷八十一至一百八十，氏族略八卷、六書略四卷、七音略四卷，天文略六卷、地理略七卷、都邑略一卷、禮略八卷、諡法略三卷、器服略五卷、樂略三卷、職官略十卷、選舉略四卷、刑法略八卷、食貨略四卷、藝文略八卷、校讐略一卷、圖譜略二卷、金石略四卷、災祥略三卷、昆蟲草木七卷)、傳四百六十卷(卷一百八十一至六百四十，宗室二十卷、列傳三百卷、外戚七卷、忠義十五卷、孝友四卷、獨行三卷、循吏五卷、酷吏一卷、孔氏後裔二卷、儒林十六卷、文苑十四卷、隱逸六卷、宦者六卷、藝術六卷、佞幸三卷、列女五卷、載紀十二卷、貳臣六卷、姦臣八卷、叛臣七卷、逆臣八卷、四夷六卷)。

## 提要
《四庫提要》：「紀傳譜略，一仍鄭氏之舊。惟鄭氏《列傳》因諸史舊文，標題錯互，而又稍有所改竄。如《史記》無《隱逸傳》，則析伯夷、四皓諸人以當之。《史記》無《方術傳》，則析司馬季主、扁鵲諸人以當之。《後漢書》無《孝友傳》，則析毛義、江革諸人以當之。《三國志》無《忠義傳》，則析典韋諸人以當之。體例自相矛盾。不因不創，乃至於非馬非騾。今參考異同，折衷沿革，定為二例。一曰異名者歸一。如《五代史•家人傳》析入後妃宗室，《一行傳》析入《隱逸》《孝友》。《元史•儒學傳》析入《儒林》《文苑》。《宋史•道學傳》併入《儒林》。《元史•釋老傳》併入《方技》。《唐書》《明史》《公主傳》附綴宗室。庶各核其實，無致多岐。一曰未備者增修。如《唐書》之《奸臣》《叛臣》《逆臣傳》，《明史》之《閹黨》《流賊》《土司傳》，皆諸史所無，而其目實不可易。今考核事體，亦分立此門。又孔氏世系封爵《明史》附入《儒林傳》。今則從鄭氏原書《孔子列傳》例，補立《孔氏後傳》。至於五朝國史，以貳臣別為《列傳》，新出聖裁。於旌別淑慝之中，寓扶植綱常之意。允昭褒貶之至公，實為古今之通義。今亦格遵彝訓，於前代別立此門，以昭彰癉。較諸原書體例，實詳且核焉。《二十略》中，變其例者亦有三。一為《藝文略》。鄭氏但列卷數書名。今各補撰人名氏爵裏。一為《圖譜略》。鄭氏原以《索象》《原學》《明用》三篇辨其源流。又以《記有》《記無》二篇考其存佚。今刪除諸名，別以《經學》《天文》《地理》《世系》《兵刑》《食貨》《算術》《儒學》《醫藥》為子目。一為《昆蟲草木略》。所記動植之類，不比文章典制，有時代可分。考鄭氏原書，惟以所撰《詩名物志》《爾雅補注》《本草外類》約而成編。如百蔬未列瓠匏，九穀不收麰麥，釋魚則存鱣遺鮪，釋獸則有虎無貔，混葍々於瓊茅之葍，合蕓薹於夫須之台，舛漏不一而足。今惟於未載者補其闕遺，已載者正其訛誤。至其煉石煮丹之類，事涉迂怪，則概不續增。蓋雖同一傳而條理倍為分明，雖同一略而考證益為精核。斯由於仰承睿鑒，得所折衷，與鄭氏之徒為大言，固迥然異矣。」

## 版本
- 《欽定續通志》，四庫全書刻本，清乾隆五十年。[2]
- 《皇朝續通志》，杭州浙江書局刊本，清光緖八年(1882)。[3]
- 《十通》第五種，《欽定續通志》，上海商務印書館刊本，民國二十四年(1935年)。[4]
- 《續通志》，臺北新興書局刊本，民國四十七年(1958年)。[4]

## 註解
1. ↑  欽定四庫全書總目提要
2. ↑  國立故宮博物館藏書
3. ↑  中華民國國家圖書館善本藏書
4. 1 2  中華民國國家圖書館藏書

## 延伸阅读
[在维基数据编辑]
 在维基文库阅读本作品原文（ 在维基共享资源阅览影像）
 《欽定續通志 (四庫全書本)》